# Bakıxanov
Bakıxanov (anglicky Bakikhanov) je město ležící v rajónu Baku, jedná se v podstatě o předměstí Baku.
Žije zde okolo 66 tisíc obyvatel a leží v nadmořské výšce 43 m n. m.